# Cylindromyia pilipes
Cylindromyia pilipes (лат.) — вид тахин подсемейства фазии.

## Описание
Усики короче лица. Срединная лобная полоса чёрная. Вибриссы занимают 0,8 частей лица. Затылок дорсально с 1-4 чёрными щетинками на фоне белых волосков. Щиток чёрный, с 3 парами краевых щетинок. Базикоста на крыле желто-коричневая. У самцов лапки расширены. У самок задние голени и бедра сзади и снизу с длинными поднятыми волосками, а четвёртый тергит брюшка с кольцом из шести краевых щетинок. Тергиты брюшка без центральных (дискальных) щетинок. Третий тергит желтовато-оранжевый без чёрной продольной полосы. Пятый стернит брюшка самка имеет глубокую вырезку, разделяющую его на две пластинки. По внутренней стороне их расположены шипики.

## Биология
Паразит клопов из семейства настоящих щитников, Holcostethus vernalis, Dolycoris baccarum и Piezodorus lituratus. Имаго встречается на цветках с начала июня до середины сентября.

## Распространение
Вид широко распространённый в Европе (за исключением Скандинавии и Великобритании). Известен из Северной Африки (Алжир и Марокко). В Азии отмечен в Ливане, Израиле, Закавказье, Иране, Центральной Азии, Западной и Восточной Сибири.